# Монети Псковської республіки (1425-1510)
Монети Псковської республіки карбувалися з 1425 по 1510 роки. На початку псковського карбування зі срібла виготовлялися деньга (середня вага 0,74-0,81 гр.) та четвертці (середня вага 0,16-0,18 гр.). В останні роки псковського карбування — мідне пуло (середня вага 0,19-0,38 гр.). 120 пулів дорівнювало 30 четвертцям та 1 деньзі. В останні роки карбування 60-70 пулів прирівнювалися до 1 деньги.

## Історія

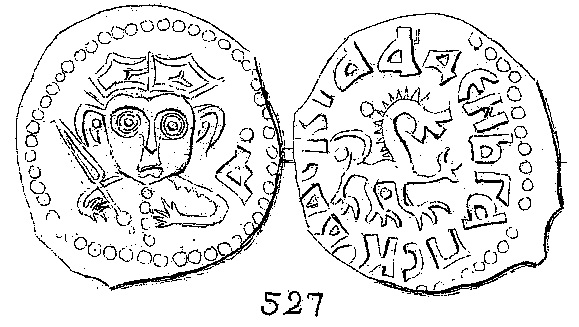
Ескіз псковської деньги

У 1348 році Псков згідно з Болотовського договору вийшов зі складу Новгородської боярської республіки, ставши самостійною державою. Особливості в економіці, вікові зв'язки з Великим Новгородом, статус кордонів та військові загрози з боку ворогів спонукали псковців до створення вічової системи. На відміну від новгородців у Псковській республіці була відсутня боярська землевласність, що дозволило боярській раді зосередитись повністю на політичній владі. 
До XIV століття у Псковській республіці основною грошовою одиницею для великих розрахунків слугувала новгородська гривня вагою близько 204 грамів. Розмінною грошовою формою слугувала гривня кун. На початку XIV ст. У Пскові склалася власна система курсу із гривні срібла та гривні кун. В Псковському літописі вперше згадується про обрубані гривні — рублі. Із запису за 1407 рік відомо, що у Псковській республіці рубль складався з 30 гривень кун.
Псков, як і Великий Новгород, не мали власних рудників, тому доводилося вимінювати срібло у торговців Ганзейського союзу, згодом у держав Лівонського ордену. Срібні зливки, а також срібні монети іноземного походження, в основному переплавлювали на гривні. Дрібні монети денарії, пенні та пфеніги тих країн, з якими Псков вів активну торгівлю залишали в обігу для малих розрахунків. 
Наприкінці XIV ст. видобуток срібла на рудниках у Європі значно погіршився, ціни на срібло зросли. На Псков зменшилося надходження срібних зливків — вагова система республіки на деякий час призупинилася. У 1409 році в псковському літописі згадується про те становище так: «Тоя же зиме в Пскове отложиша коунами торговати и начаша пенязми торговати(рос.)».. Через більшу вартість металу іноземні монети почали карбувати з меншим вмістом срібла, що призвело до псування монет. Наприклад, любецькі пфеніги (Дивись Любецька марка) та дрібні монети Лівонського ордену в період з 1409 по 1425 роки карбування із 750 проби скоротилися до 514. В 20-х роках XIV ст. було вирішено карбувати власну монету зі щирішим вмістом срібла. Точні роки початку карбування не відомі. У псковському літописі 1425 року згадується запис: «псковичи отложиша пенязми, артугы торговати, и приставиша мастеров денги ковати в чистом сребре(рос.)». Артуґи (артиґи) на той час знаходилися в обігу на землях Лівонського ордену. Закономірно що вага псковської деньги (0,74-0,81 гр.) була подібною до ваги артиґа (0,72—0,82 г). Поміж монетами Пскова та прибалтійськими монетами існувало певне співвідношення, що полегшувало державам торгові угоди. Отже, згідно з записом у літописі рік 1425 прийнято вважати роком початку псковського карбування. Карбувалися монети номіналами: в сріблі деньга та четвертці. В останні роки псковського карбування виготовлялося мідне пуло. Завершилося карбування срібних монет після насильного приєднання до Московського князівства у 1510 році. Пізніше на монетному дворі Пскова виготовлялися монети московських князів.

## Вагові норми псковських монет

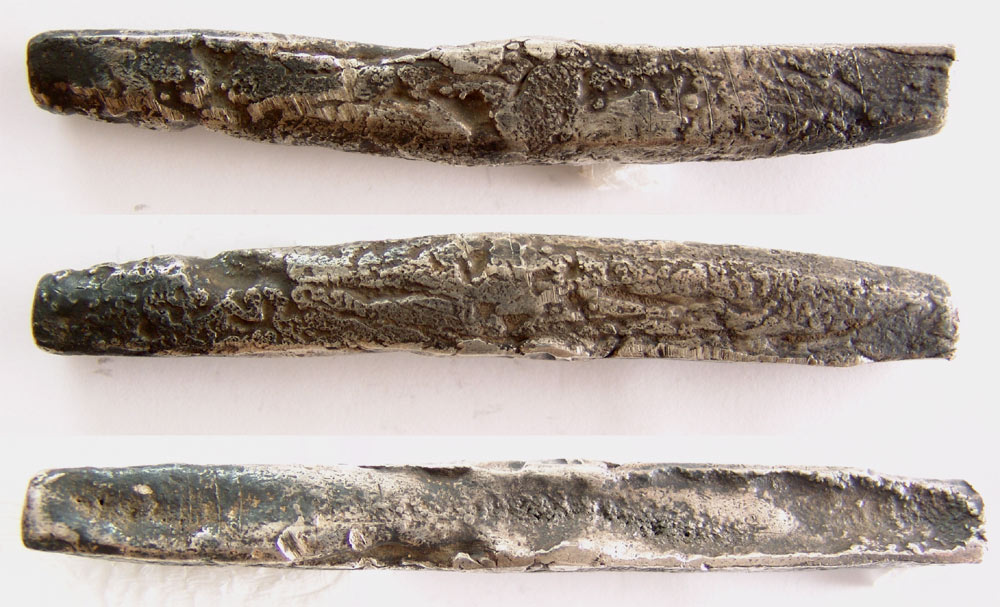
Новгородські гривні знайдені у районі селища Копор'є (Ломоносівський район, Ленінгадської області)

Від самого початку карбування Псковська республіка підтримувала економічні та торгівельні зв'язки з прикордонними Великим Новгородом та Великим князівством Литовським. Для республіки важливо було зберігати авторитет для власної монети, утримуючи співвідношення, подібне до грошових одиниць торгових партнерів. На початку XV ст. з рубля (200 г) виготовляли 234 деньги, тоді як у Новгороді 216. Близько середини XV ст. на зміну довгим зливкам-рублям прийшли зі зменшеною вагою (170 г) кривої форми. Виготовлення деньги знизилось до 220 монет, тоді як у Новгороді кількість залишилась незмінною. Наприкінці XV століття кількість викарбованих монет із рубля срібла вирівнялась. В обох республіках карбувалося по 200 монет з рубля.
| Порівняльна таблиця вагових норм |                             |                             |                                  |                                  |                                  |
| Псковська вічова республіка      | Псковська вічова республіка | Псковська вічова республіка | Новгородська боярська республіка | Новгородська боярська республіка | Новгородська боярська республіка |
| Період карбування                | Вага                        | Кількість монет із рубля    | Період карбування                | Вага                             | Кількість монет із рубля         |
| Початок XV ст.                   | 0,76-0,79 гр.               | 234                         | Початок XV ст.                   | 0,79 гр.                         | 216                              |
| Середина XV ст.                  | 0,76 гр.                    | 220                         | Середина XV ст.                  | 0,79 гр.                         | 216                              |
| Кінець XV ст.                    | 0,74-0,79 гр.               | 200                         | Кінець XV ст.                    | 0,79 гр.                         | 200                              |

## Деньга

Деньга. Бл. 1430-х років

Псковська деньга, за аналогом «новгородки» мала назву «псковка». Відомі 2 типи «псковки»: на аверсі першого типу карбувався покровитель Пскова Довмонт в короні з мечем у правій руці. Ліва рука святого притискалася до грудей. Зліва, від плеча святого за припущеннями дослідника Д.Н.Чудовського зображено тризуб — родовий знак Рюриковичів. На реверсі зображували барса — символ міста, навколо звіра надпис: «деньга псковъская(рос.)». 
На монетах другого типу на аверсі зображення Довмонта не змінювалось, на реверсі карбувався надпис у чотири рядки: «деньга псковъская(рос.)». Карбувалися монети в період 1425—1510 років. Середня вага монет — 0,74-0,79 гр. 

## Четвертці

Псковський четвертець часів Івана III

Псковські четвертці діляться на 2 типи. На початку свого карбування перші монети нагадували зображення на деньзі: На аверсі було зображено покровителя Пскова святого Довмонта, на реверсі надпис у чотири рядки: «псковская(рос.)». Умовно хронологію цих монет можна віднести до 1425-1435 років. Вага монет складала 0,18 гр. Припускається, що штемпелі для карбування були виготовлені тими ж самими майстрами, що виготовляли штемпелі і для деньги.
Четверці 2-го типу виготовлялися скоріше за все з 1435-1510 роках. На аверсі зображували птаха, реверс залишився незмінним. Нові монети карбувалися з вагою 0,17 гр. Відомі 4 типи різновидів положення птахів. 
Згідно з новгородською «уставною» нормою ваги помітно, що вага деньги скорочувалася з 0,76 г до 0,72 г. Така вага новгородської деньги не відповідала псковській і при розділі на 4 не отримується відповідна вага. Таке співвідношення свідчить про те, що четвертці у Пскові карбували за завищеним курсом. У Великому Новгороді таке співвідношення двох номіналів було недопустиме — четвертці у Новгороді не карбувалися.

## Пуло

Пуло Псковської Вічевої республіки. 1490-1510 рр.

Наприкінці XV ст. у Псковській республіці почали карбувати мідні пули. Карбувалися монети 3-х типів. На 1 і 2 типу карбувався двоголовий орел — символ васальної залежності від Москви, на реверсі карбувалося позначення номіналу: «пуло псковъское(рос.)». Середня вага 1 типу — 0,38 гр. 2 типу — 0,196 гр. На монетах 3-го типу карбувалася сирена, чи гарпія як і на московських пулах тих часів. Середня вага пулів 3-го типу — 0,348 гр. Мідні пули перебували в обігу не лише на псковських землях, але й у Твері, Новороді, Москві. Псковські мідні пули карбувалися деякий час і після входження до Московського князівства і остачно припинилися карбуватися незадовго до грошової реформи 1535 року .